# Муса Барроу
Муса Барроу (англ. Musa Barrow, нар. 14 листопада 1998, Банжул) — гамбійський футболіст, нападник італійської «Болоньї» і національної збірної Гамбії.

## Клубна кар'єра
Народився 14 листопада 1998 року в Банжулі. 2016 року 17-річного перспективного африканця запросили до клбуної структури іатлійської «Аталанти», де він починав грати за молодіжну команду.
А вже в сезоні 2017/18 Муса дебютував за головну команду клубу в Серії A, в якій у 12 іграх відзначився трьома забитими голами. Наступного сезону вже понад 20 разів виходив на поле в іграх італійської першості, утім лише одного разу зумів уразити ворота суперників.
17 січня 2020 на умовах оренди з обов'язковим подальшим викупом за 13 мільйонів євро перейшов до «Болоньї». У новій команді став гравцем основного складу і лідером атак, встигнувши до кінця сезону 2019/20 у 18 іграх Серії A відзначитися 9-ма забитими голами.

## Виступи за збірні
2018 року залучався до складу молодіжної збірної Гамбії. На молодіжному рівні зіграв в одному офіційному матчі, забив 1 гол.
8 вересня 2018 року дебютував в офіційних матчах у складі національної збірної Гамбії. У червні наступного року відкрив лік голам у формі національної команди, ставши автором єдиного гола товариської гри зі збірною Марокко.
| Дата       | Місто    | Господарі | Результат | Гості    | Турнір                                  | Голи | Примітки |
| ---------- | -------- | --------- | --------- | -------- | --------------------------------------- | ---- | -------- |
| 8-9-2018   | Бакау    | Гамбія    | 1 – 1     | Алжир    | Відбір до Кубка африканських націй 2019 | -    | 66'      |
| 12-10-2018 | Ломе     | Того      | 1 – 1     | Гамбія   | Відбір до Кубка африканських націй 2019 | -    | 66'      |
| 16-10-2018 | Бакау    | Гамбія    | 0 – 1     | Того     | Відбір до Кубка африканських націй 2019 | -    |          |
| 22-3-2019  | Бліда    | Алжир     | 1 – 1     | Гамбія   | Відбір до Кубка африканських націй 2019 | -    | 64'      |
| 12-6-2019  | Марракеш | Марокко   | 0 – 1     | Гамбія   | товариський матч                        | 1    | 68'      |
| 6-9-2019   | Бакау    | Гамбія    | 0 – 1     | Ангола   | Відбір до ЧС 2022                       | -    |          |
| 17-11-2019 | Бакау    | Гамбія    | 2 – 2     | ДР Конго | Відбір до Кубка африканських націй 2021 | -    | 72'      |
| Усього     |          | Матчів    | 7         |          | Голів                                   | 1    |          |